# Fuori era primavera
Fuori era primavera, conosciuto anche col titolo Fuori era primavera - Viaggio nell'Italia del lockdown, è un film documentario del 2020 diretto da Gabriele Salvatores.
La pellicola ripercorre le fasi del lockdown e segue la vita e le vicende di alcuni residenti in Italia e di come hanno affrontato la quarantena.

## Distribuzione
Il trailer è stato pubblicato il 21 ottobre 2020.
Il film è stato presentato alla Festa del Cinema di Roma il 24 ottobre 2020. Il film è disponibile a partire dal 10 dicembre dello stesso anno su RaiPlay.